# Musée archéologique d'Aidone
 (octobre 2018).
Si vous disposez d'ouvrages ou d'articles de référence ou si vous connaissez des sites web de qualité traitant du thème abordé ici, merci de compléter l'article en donnant les références utiles à sa vérifiabilité et en les liant à la section « Notes et références ».

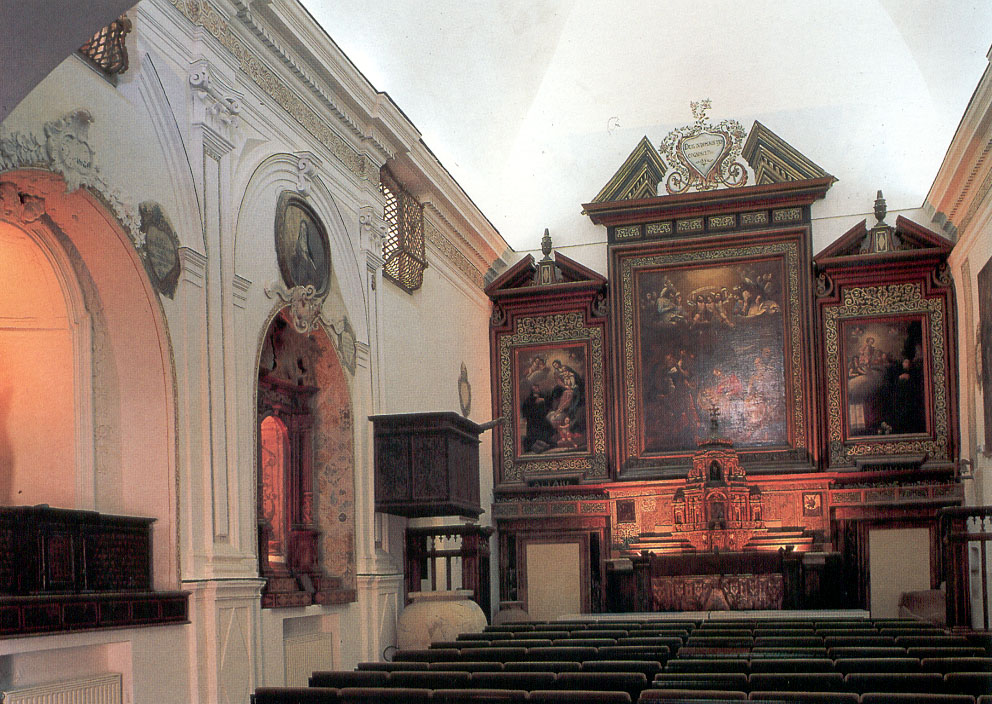
Ancienne chapelle du couvent des Capucins, servant d'auditorium pour le musée.

Le musée archéologique d'Aidone est un musée régional situé à Aidone, dans la province d'Enna (Sicile). Il est hébergé dans le couvent des capucins attaché à l'église du même nom. Inauguré à l'été 1984, il conserve les découvertes de plus de trente ans de fouilles à Morgantina, ordonnées selon des critères chronologiques et thématiques.

## Le musée et les collections
Les trois salles du musée exposent des matériaux préhistoriques et protohistoriques de la cité, provenant du village de Castellucciano : axes de basalte poli, petits fuseaux et fragments de céramique usinée sans utilisation du tour, avec une décoration basique incisée et linéaire. La cité sicule suivante, de premier âge du fer, a révélé quant à elle une céramique achromatique à forme carénée, en argile rouge et brune, typique de la culture d'Ausone, à Lipari. 

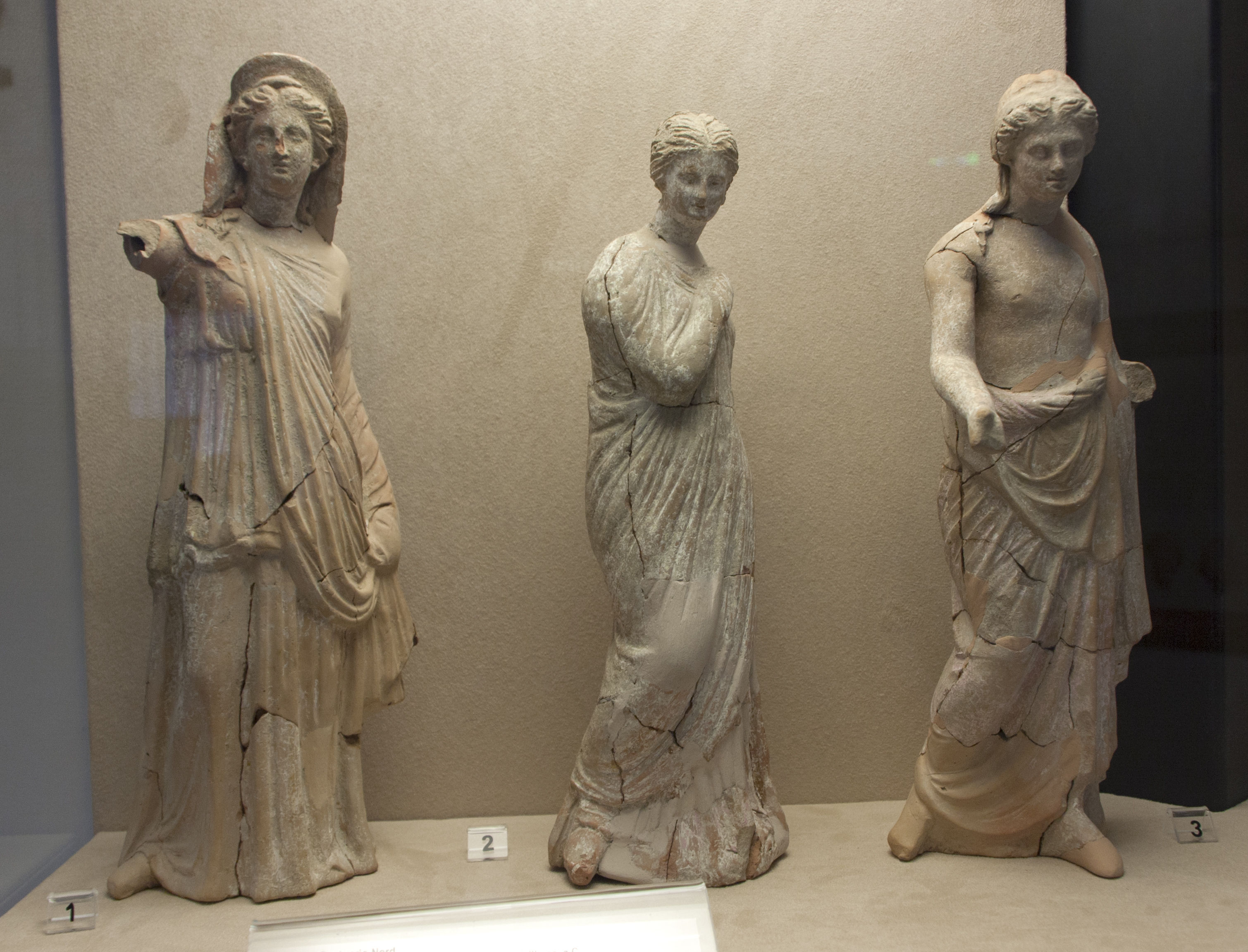
Série de sculptures du musée archéologique d'Aidone.

Les objets appartenant à la période du -IXe au milieu du -Ve siècle témoignent de la coexistence des cultures sicule et grecque dans la cité : antéfixes d'édifices religieux, pithoi, griffons, un autel domestique sur lequel est représenté un sanglier, un kernos, trois gobelets et le grand cratère d'Euthymidès, avec des scènes de symposium et de combat d'amazones, utilisé pour des banquets publics. Les objets de l'époque classique et hellénistique, jusqu'à la destruction de la ville en -211, sont composés principalement de poteries de la nécropole et des sanctuaires urbains de Déméter et Perséphone, dont plusieurs bustes de celle-ci, en plus d'une grande lampe vernissée noire à trois becs et un plat à poisson, peut-être de Syracuse. 
Dans l'ancienne sacristie du couvent sont exposés les objets du quotidien, agricoles et religieux : ustensiles de cuisine, bibelots, accessoires féminins, jouets, outils agricoles.
Une autre salle récemment aménagée présente des objets découverts dans les thermes de Contrada Agnese, dédiés à Aphrodite ou Cybèle et réputés avoir été conçus par  Archimède, avec une voûte en ogive composée de tubulures en terre cuite, agencées de manière à supporter les poussées verticales et latérales.

## Le retour des déesses

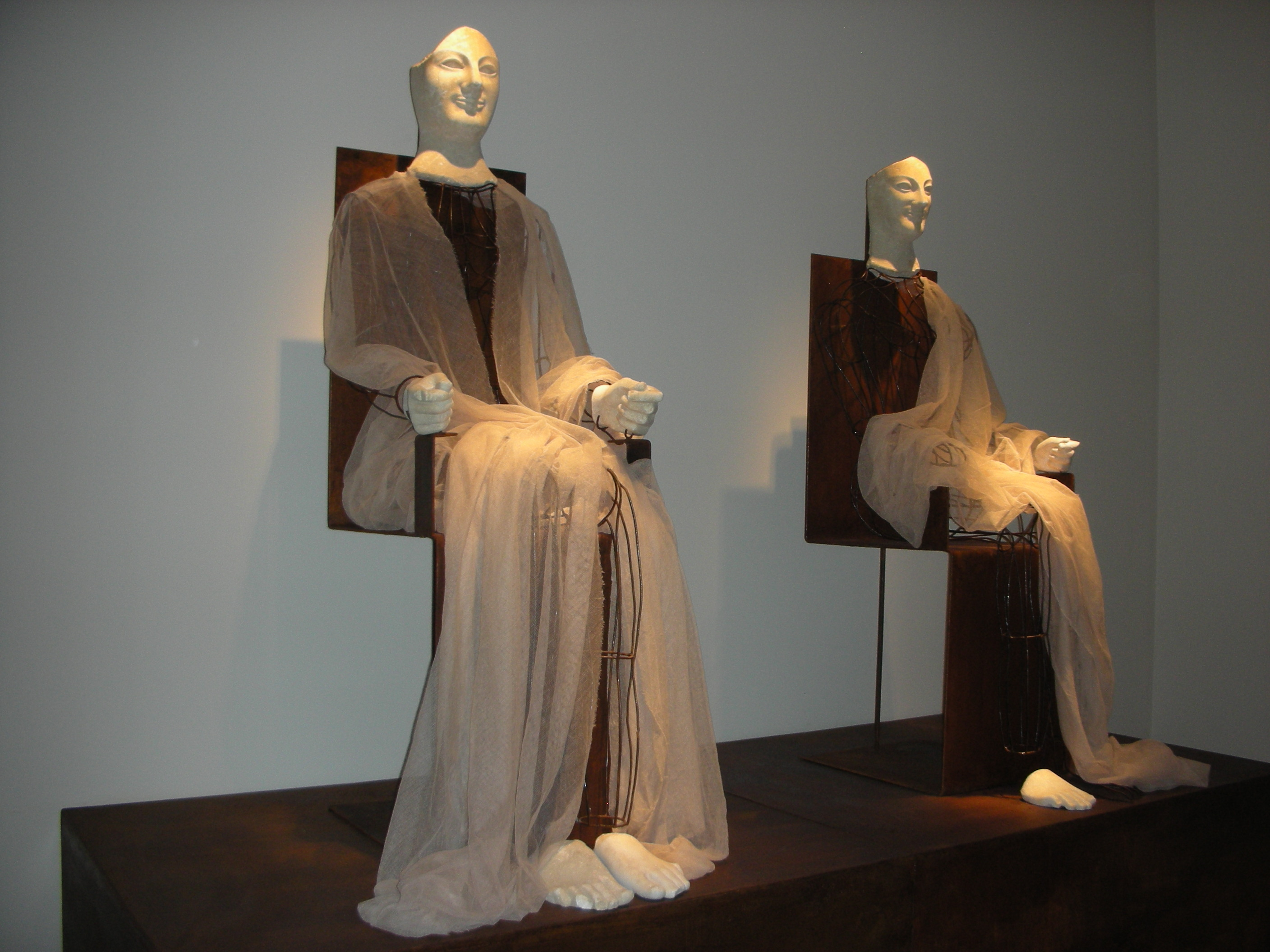
Acrolithes des deux déesses, désormais exposés au musée archéologique d'Aidone.

Au cours des années 2010, le musée a été au centre d'événements qui ont connu un retentissement international. L'État italien a en effet réussi à obtenir la restitution de précieuses découvertes volées par des tombololi (pilleurs de tombes) et, par le biais du marché souterrain, achetées par les principaux musées américains.

### Acrolithes des Grandes Déesses
Le 13 décembre 2009, deux acrolithes (deux têtes, trois mains et trois pieds en marbre) de l'époque grecque archaïque, appartenant probablement aux déesses Deméter et Korè, très vénérées dans l'Antiquité dans le centre de la Sicile, sont revenus du musée de l'Université de Virginie. Le 5 décembre 2010, c'est au tour du Metropolitan Museum de New York de restituer un service de seize pièces en argent à usage rituel et de table, qui appartenait à un certain Eupolémos, comme nous le révèlent les inscriptions votives gravées.

### « Déesse de Morgantina »

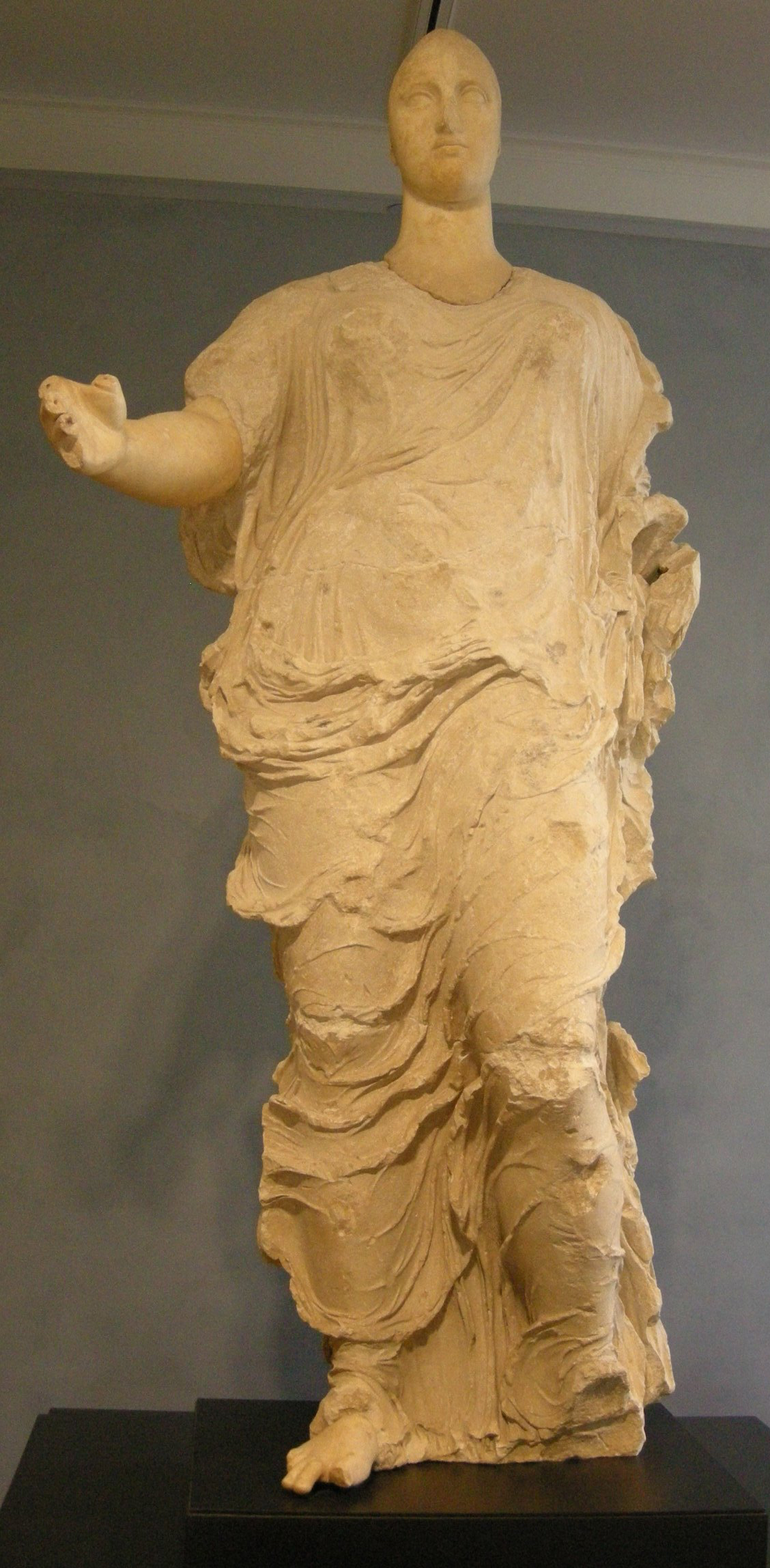
Statue probable de Déméter, dit « Vénus de Morgantina ».

Enfin, au printemps 2011, la prétendue « déesse de Morgantina (it) », provenant du site archéologique sicilien homonyme, dans la province d'Enna, est revenue du Paul Getty Museum à Malibu : il s'agit d'une statue en calcaire dans le style de Phidias, de technique acrolithique, plus probablement identifiable à la déesse Déméter, de 2,24 m de haut, sculptée entre -425 et -400 en Sicile. L'auteur serait un élève direct de Phidias, opérant en Grande Grèce. Le matériau est le marbre pour le visage et les parties visibles du corps, tandis que la draperie a été exécutée dans un tuffeau calcaire, dont on a constaté qu'il venait de Sicile. La statue reconstituée est désormais exposée au musée d'Aidone, où elle a été présentée le 17 mai 2011, en présence des autorités.